# Festival Interceltique de Lorient

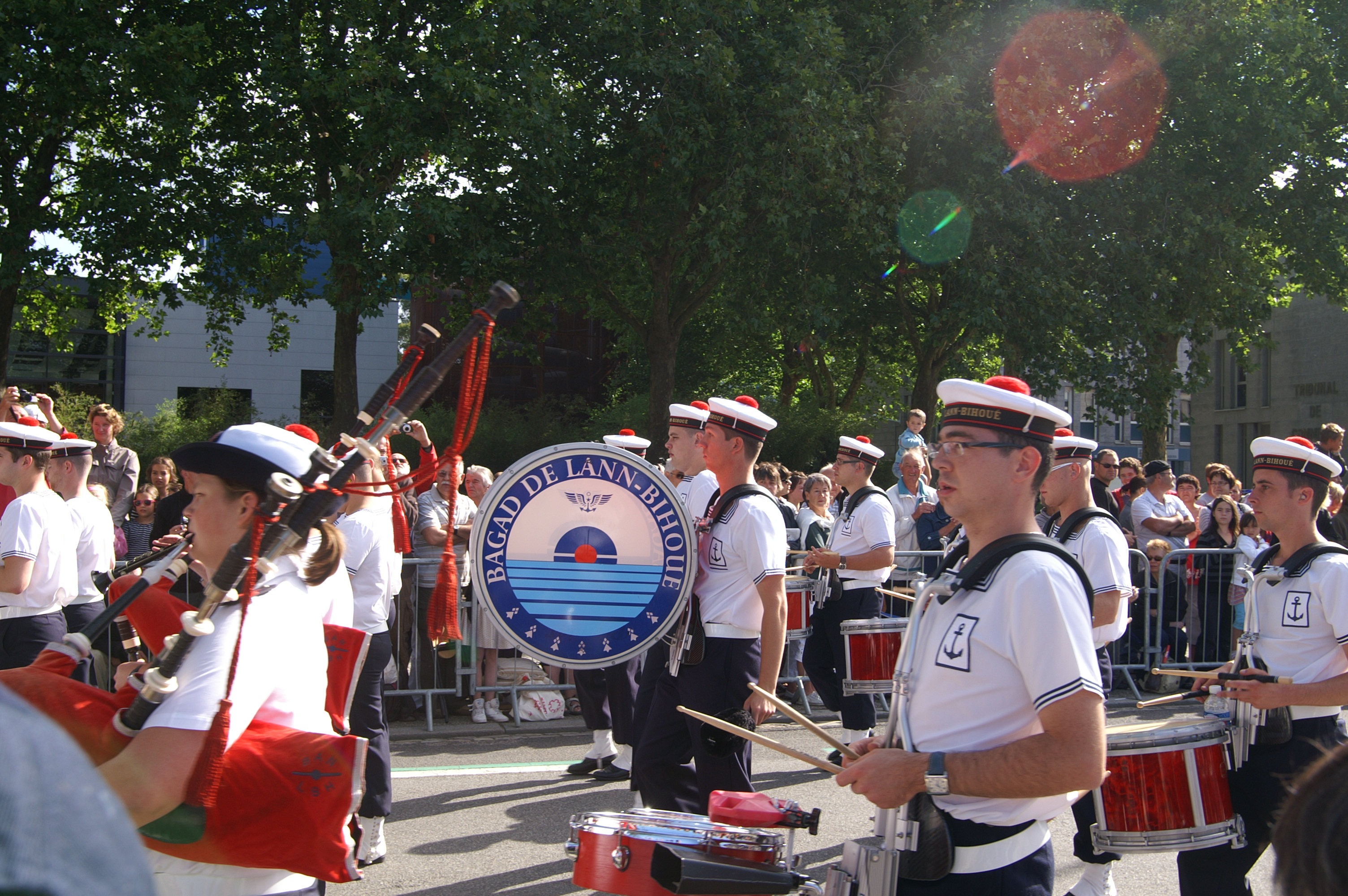
Bagad der französischen Marine aus Lann-Bihoué beim FIL 2011

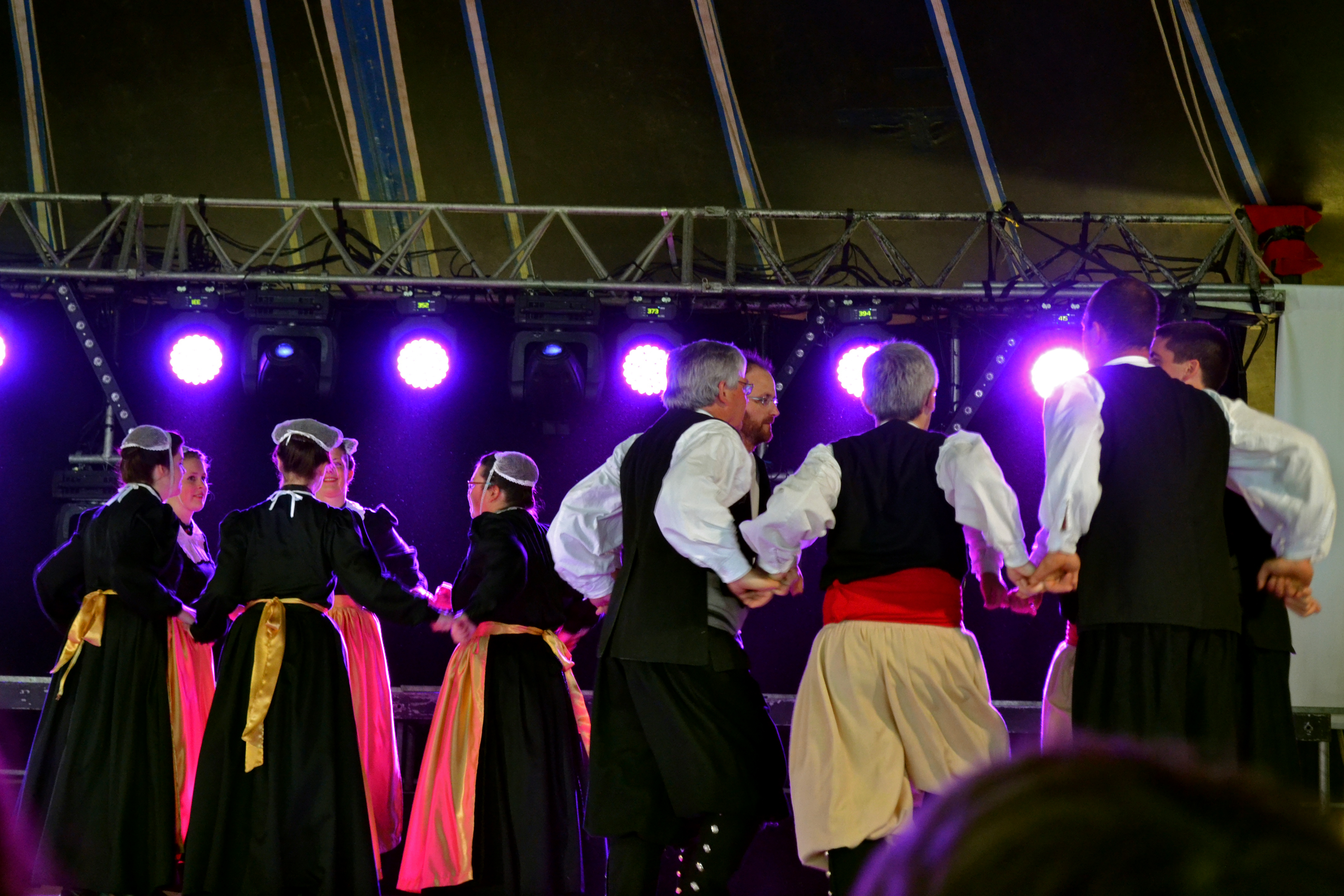
Bretonische An-dro-Tänzer in historischer Tracht

Das Festival Interceltique de Lorient, kurz FIL oder F.I.L., ist ein Musik- und Kulturfestival, das alljährlich im Sommer in der bretonischen Hafenstadt Lorient ausgetragen wird. Entwickelt hat es sich aus dem erstmals 1971 in Lorient stattfindenden Championnat national des bagadoù, einem Wettbewerb bretonischer Spielmannszüge, die in der Bretagne als Bagadoù bezeichnet werden. Bereits ein Jahr darauf erweiterte es sich thematisch auf die Musik aller keltischen Nationen und gilt längst als der Inbegriff eines weltweiten, profanen „Keltismus“. Im seit 2012 gebräuchlichen neuen Logo des Festivals wird dies durch einen erdumgreifenden, aus vielen Musikinstrumenten zusammengesetzten Triskell symbolisiert.
Die Veranstaltung dauert seit 1976 zehn Tage lang und hat sich bereits sehr frühzeitig auf alle Teilgebiete der Schönen Künste ausgedehnt. Sie ist im 21. Jahrhundert nicht nur zum größten Festival in der Bretagne – wo sie das sehr viel ältere Festival de Cornouaille in Quimper überholt hat und auch mehr Besucher anzieht als die Vieilles Charrues in Carhaix-Plouguer –, sondern zu einem der größten ganz Frankreichs avanciert. Heutzutage bildet das FIL „das Bindeglied zwischen einer ländlichen Kultur von Musik, Tanz und Trachten, wie sie noch bis zum Beginn des 20. Jahrhunderts lebendig war, und einer für das 21. Jahrhundert charakteristischen Kultur des großen Spektakels“. Dank seines Publikumszuspruchs, der inzwischen bei jeweils etwa 800.000 Besuchern liegt, und seiner breiten, nicht mehr nur auf Europa beschränkten Medialisierung besitzt es einen hohen PR-Effekt für die Mittelstadt Lorient, der auch eine erhebliche Einnahmequelle der örtlichen Gewerbetreibenden darstellt und sich positiv auf den kommunalen Haushalt auswirkt.
Das Festival Interceltique de Lorient heißt auf Bretonisch Emvod ar Gelted en Oriant, wird vom veranstaltenden Verein aber auch als Festival Etrekeltiek An Oriant bezeichnet. Es beginnt in aller Regel am ersten Augustwochenende und endet am zweiten Sonntag des Monats. Sein 50-jähriges Jubiläum 2020 sollte eigentlich vom 7. bis 16. August begangen werden und unter dem Motto „Jahr der Bretagne“ (auf Bretonisch Bloavezh Breizh) stehen. Aufgrund der Coronavirus-Pandemie wurde das Festival 2020 abgesagt und sowohl die Jubiläumsfeier als auch dieses Motto auf 2021 verschoben. Stattdessen ist für den 8. August ein Konzert mit vier Bagadoù (Fête des Cornemuses 2020) im Stade du Moustoir organisiert worden, um zumindest in einem kleinen Rahmen an die Anfänge des FIL zu erinnern.

## Entstehung und Entwicklung

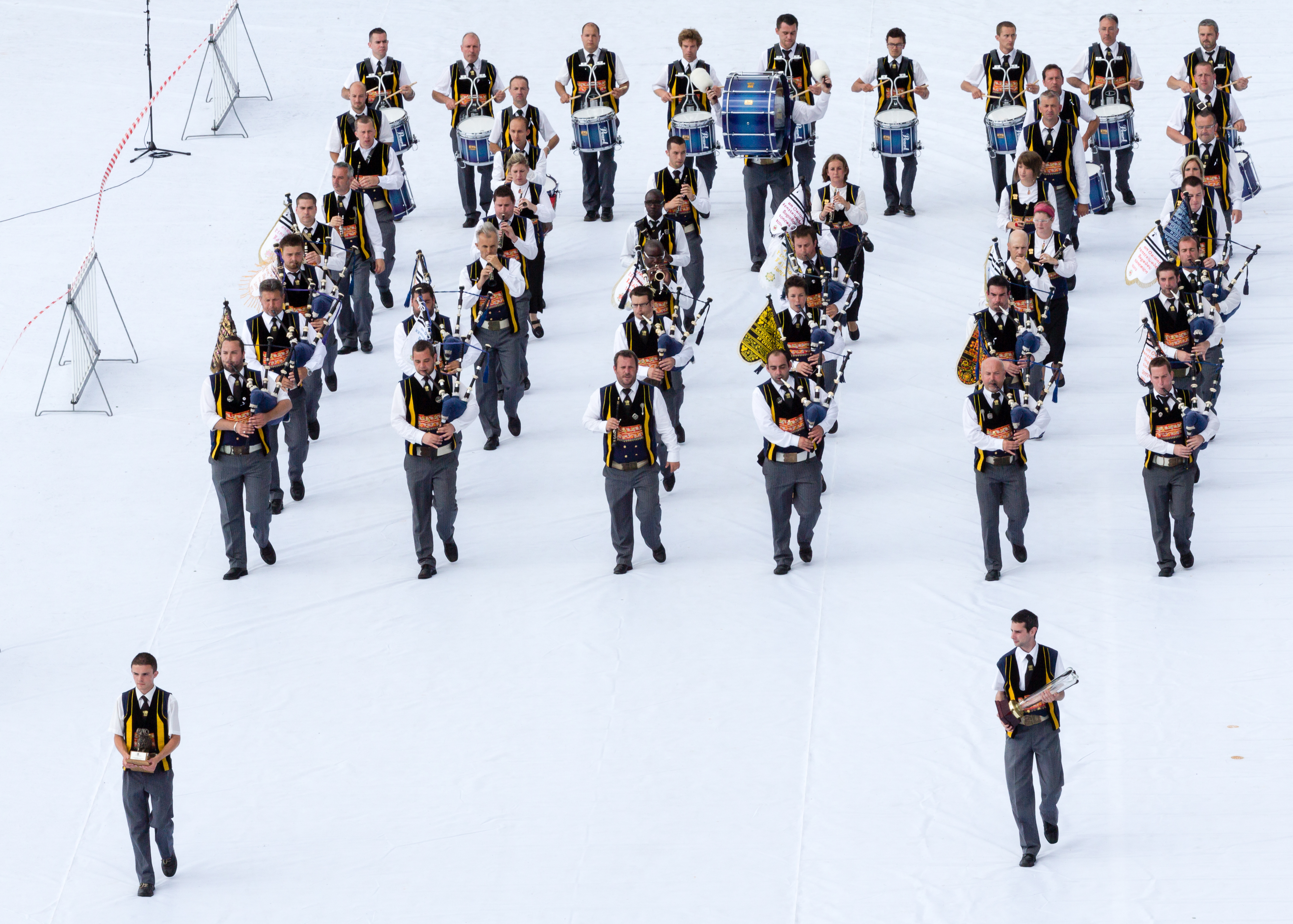
Die Bagad Kemper bei der Großen Parade 2012

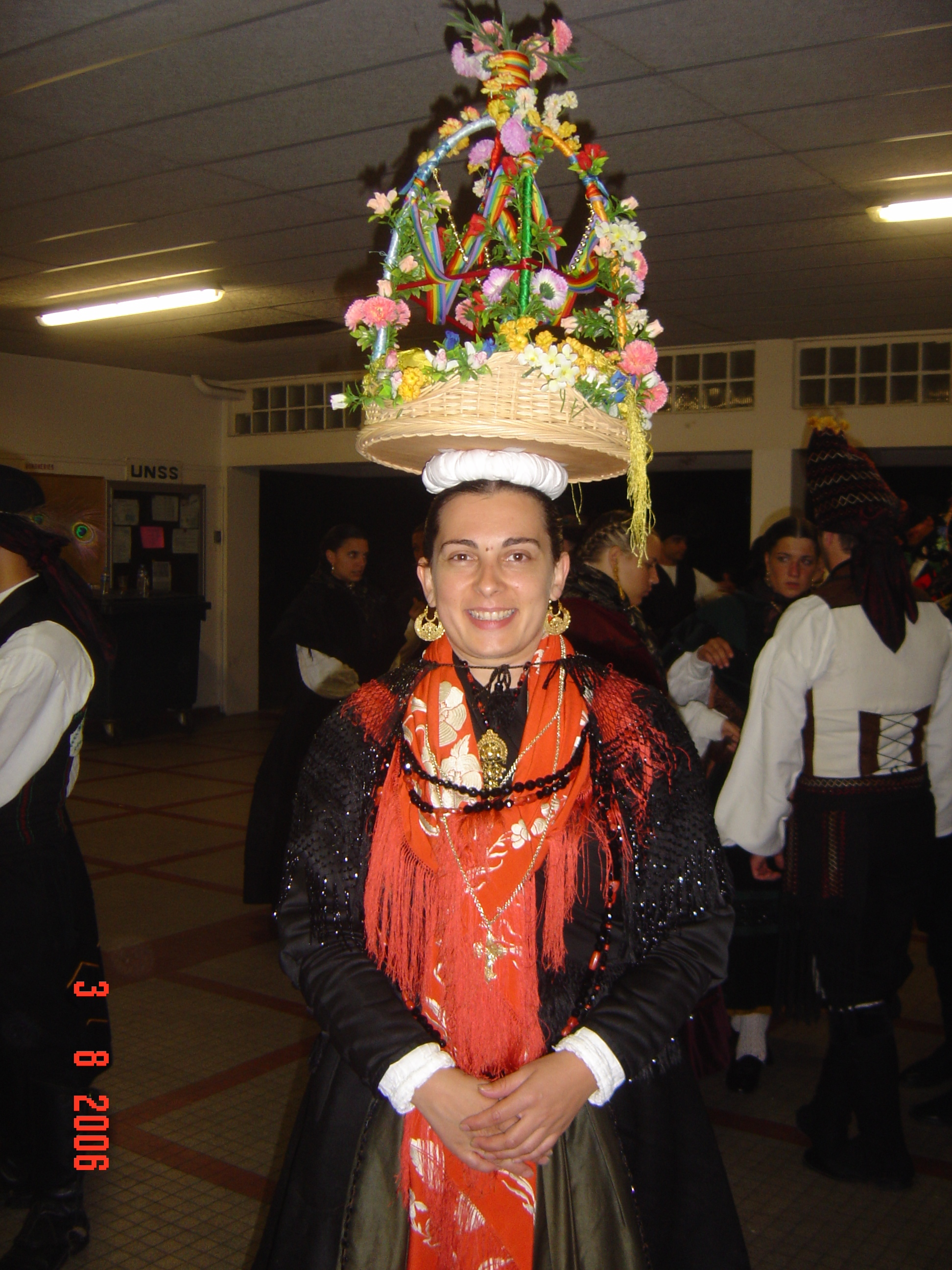
Asturische Tänzer (FIL 2006)

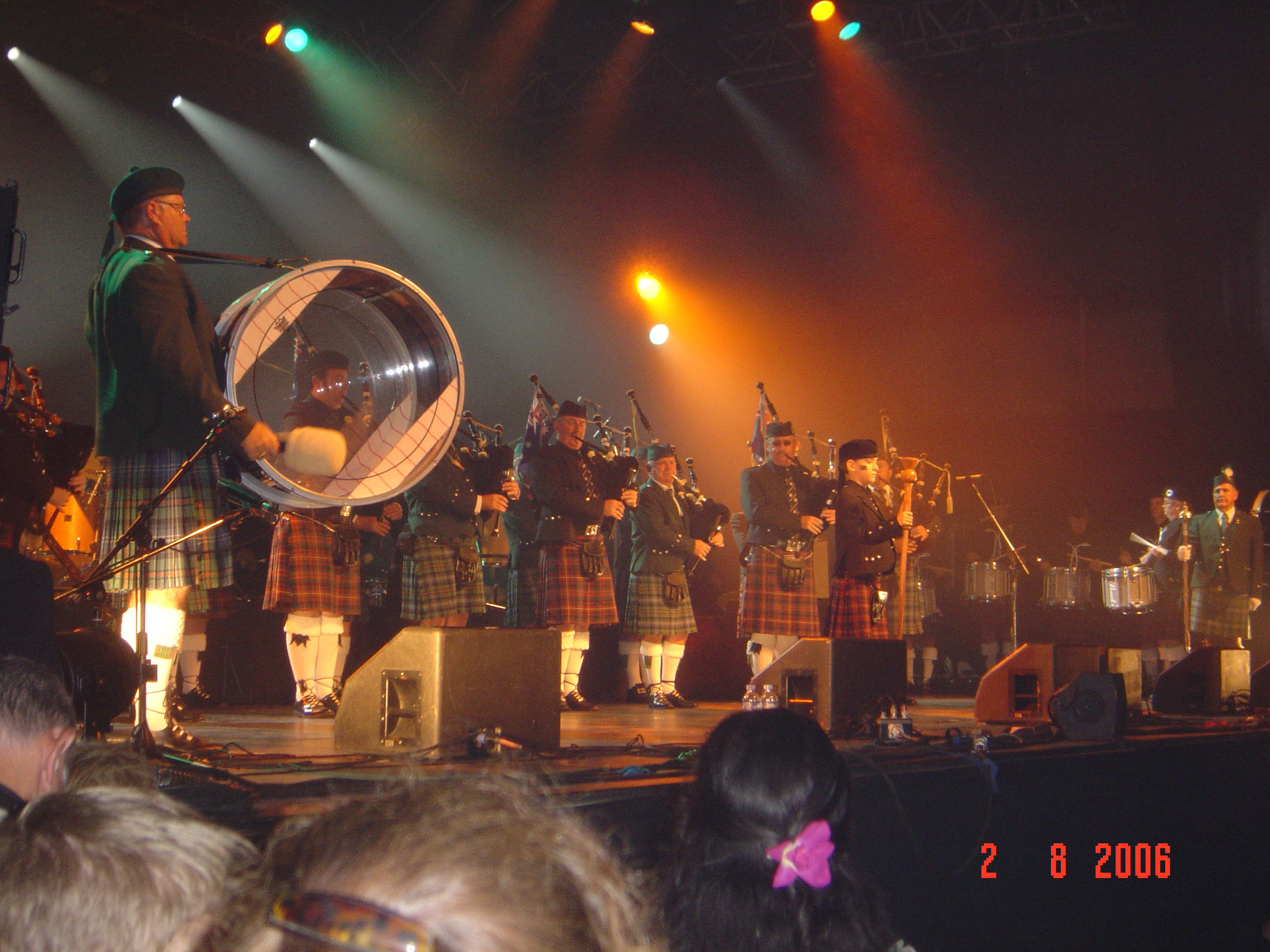
Band der Queensland Irish Association (FIL 2006)

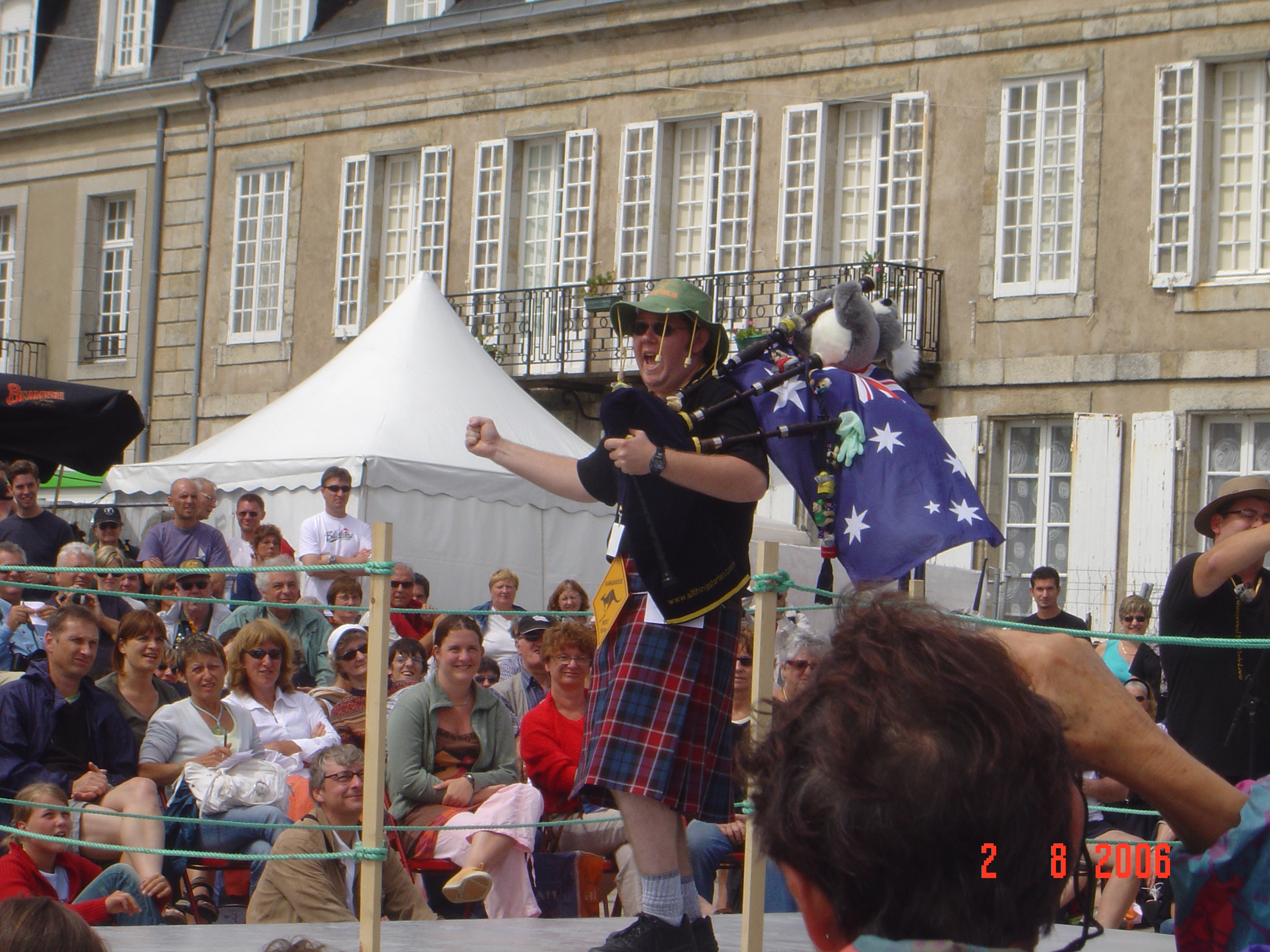
Straßenmusikant

### Die Anfänge
Keimzelle des Festival Interceltique de Lorient und auch bei dessen 50. Geburtstag noch eine zentrale Veranstaltung ist die in zwei Runden ausgetragene nationale Meisterschaft der Bagadoù. Dieser Wettbewerb fand von 1949 bis 1970 in Brest statt und seither, nachdem die dortige Stadtverwaltung ihn nicht mehr im bisherigen Umfang unterstützen wollte, in Lorient. Die teilnehmenden Instrumentalgruppen werden dabei jährlich aufgrund ihres Auftritts in fünf Qualitätskategorien eingeteilt, es gibt wie beim Sport Auf- und Abstieg; eine zwölfköpfige Jury aus Musikern bewertet bei jeder Gruppe das Spiel der einzelnen Instrumente, deren Zusammenklang und auch den optischen Eindruck. Ende der 2010er Jahre gehören alleine 75 Bagadoù zu den obersten vier „Ligen“, alle anderen zur fünften Kategorie. Von 2008 bis 2019 haben sich lediglich zwei Gruppen den Titel in der höchsten Kategorie sichern können, nämlich viermal der „Rekordmeister“ Bagad Kemper (insgesamt 22-facher Sieger) und achtmal die Bagad Cap Caval aus Plomeur. Bereits die erste Meisterschaft, die in Lorient stattfand (1971), wurde, wenn auch noch in relativ bescheidenem Ausmaß, von zusätzlichen Veranstaltungen umrahmt, die in ihrer Vielfalt schnell zum Charakteristikum des FIL wurden: ein Festzug von Musikern und Tänzern, abendliche Straßenfeste und – im völlig überfüllten Kongresspalast – ein Folk-Konzert.
Die Entstehung des Festivals ist zudem auch im Kontext einer Rückbesinnung auf die bretonische kulturelle Eigenständigkeit („Bretonische Renaissance“) zu sehen, die in den späten 1960er Jahren einsetzte und personell besonders mit dem Musikforscher und Widerstandskämpfer Polig Monjarret sowie dem Harfenisten und Sänger Alan Stivell verknüpft ist. Monjarret, Mitbegründer und zeitweise Vorsitzender des Vereins Bodadeg ar Sonerion (sinngemäß „Vereinigung der [traditionellen] Musikanten“), war es auch, der die Meisterschaften der Bagadoù gegen die Konkurrenz der gleichfalls interessierten Städte Nantes und Saint-Malo von Brest nach Lorient gebracht hatte. Während des Festivals 2008 erfolgte die Einweihung eines Standbilds von Polig Monjarret, nach dem auch eine Straße und ein Platz in Lorient benannt sind.
Stivell hat der Nachkriegsgeneration die Volksmusik der Bretagne seit den 1960er Jahren nicht nur durch die „Wiederentdeckung“ und Wiederverwendung der keltischen Harfe, sondern auch durch die Verknüpfung traditioneller mit aktuellen Musikstilen näher gebracht. Und parallel dazu trat um den Wechsel von den 1960ern zu den 1970ern in Frankreichs Popmusikszene vermehrt eine neue Generation von Künstlern in den Vordergrund, geprägt von den Ideen des Mai 1968, aktiv gegen den auch unter Staatspräsident Pompidou fortbestehenden Konservatismus und den ausgeprägten Zentralismus in der französischen Politik. Ihr waren neue Themen und neue Veranstaltungsformen wichtig; der Chansonkenner Gilles Verlant charakterisiert sie kurz als „feministisch, protestlerisch, selbstbestimmt – und nicht mehr nur französischsprachig“.
Das Festival in Lorient hieß von 1972 bis einschließlich 1978 Fête Interceltique des Cornemuses de Lorient, 1979 nahm es seine bis heute geltende Bezeichnung an. Dass es bereits 1927 in Riec-sur-Bélon ein gleichnamiges interkeltisches Festival gegeben hat, soll den Veranstaltern in Lorient nicht bewusst gewesen sein.
Die ersten Organisatoren des Festivals, namentlich der bis 1997 amtierende Vereinsvorsitzende Pierrot Guergadic, blickten bereits 1972 über den Tellerrand einer rein musikalischen Veranstaltung hinaus und versuchten unter anderem, ein Fußballspiel einer zu diesem Zeitpunkt noch gar nicht existierenden, professionellen bretonischen gegen eine schottische Nationalauswahl in das Programm zu integrieren. Stattdessen kam es „nur“ zu einem Freundschaftsspiel zwischen dem mit einigen vereinsfremden Spielern verstärkten FC Lorient und dem FC Falkirk. Außerdem gab es in diesem Jahr eine Demonstrationsveranstaltung von Sportlern aus Cornwall im Cornish wrestling, einer jahrhundertealten Form des Ringens, und zwei Wettbewerbe bretonischer und schottischer Radsportler (Zeitfahren und Verfolgung) auf der Rennbahn des Stade Vélodrome. Im Jahr darauf wurden Sportveranstaltungen sogar zu einem der Schwerpunkte des FIL; die ersten Jeux des Nations Celtes („Spiele der keltischen Nationen“) umfassten außer Fußball und Radsport 1973 auch Tennis, Schach, bretonischen Faustkampf und mehrere Disziplinen der Highland Games.
Ebenfalls schon in den ersten Jahren bereicherten Theateraufführungen, Ausstellungen von Kunstobjekten und historischen Kleidungsstücken, Filmabende sowie Lesungen (Salon du livre) – 1977 beispielsweise von Xavier Grall, Glenmor (mit bürgerlichem Namen Émile Le Scanve) und Pierre-Jakez Hélias – das Programmangebot.
Zudem fanden auch aktuelle Entwicklungen wie die Ölverschmutzung bretonischer Küstenabschnitte durch die Havarien von Amoco Cadiz (1978) und Erika (1999/2000), der (erfolgreiche) Kampf der Anwohner an der Pointe du Raz gegen ein geplantes Kernkraftwerk in Plogoff (1978 bis 1981) oder die Bewegung für eine Wiedervereinigung aller fünf bretonischen Départements ihren Widerhall auf dem Festival.
Stammten in der frühen Anfangszeit die Mitwirkenden außer aus Frankreich hauptsächlich aus Irland, Schottland, Wales und Cornwall, erweiterte sich dieser Kreis bereits ab Mitte der 1970er Jahre; 1976 traten galizische, 1977 manx’sche Künstler erstmals in Lorient auf. Gleichzeitig erhöhte sich die Zahl teilnehmender Solisten, Gruppen und Bands aus denjenigen Nationen, die schon 1972 bei dem Festival dabei gewesen waren, so etwa Schotten von 70 auf 150, Iren von 60 auf ebenfalls 150 und Waliser von einer Handvoll auf 50 (jeweils bis 1976). Im selben Jahr baute der Verein ein Netzwerk von verantwortlichen Ansprechpartnern in den anderen keltischen Regionen (délégués étrangers) auf.
Seit 1994 ist das Festival jährlich einer oder mehreren Nationen gewidmet, die sich jeweils finanziell an Organisation und Durchführung beteiligen, die schottische Regierung 2007 beispielsweise mit 450.000 Euro. Erster „Ehrengast“ war Galicien. Mittlerweile sind neben den sechs modernen keltischen Kernländern (Irland, Schottland, Wales, Cornwall, Isle of Man, Bretagne) auch noch Akadien, Asturien und – aufgrund seiner nennenswerten irischen Einwanderung – Australien hinzugekommen. Im Jahr 2000 war das FIL global der gesamten keltischen Welt gewidmet, 2011 der keltischen Diaspora. Diese wachsende Beteiligung ist mit dafür verantwortlich, dass eine wissenschaftliche Studie zu dem Schluss kommt:

„Wenn es einen Ort gibt, an dem die Idee des Interkeltismus Wirklichkeit geworden ist, dann ist das zweifellos Lorient während des Festivals.“

Die EU-Kommission zeichnete das Festival Interceltique 1996 neben lediglich zwölf anderen, darunter die Salzburger Festspiele, das Edinburgh Festival sowie in Frankreich das Festival von Avignon und der Printemps de Bourges, als „europäisches Festival“ aus. Kriterien dafür waren die Verwurzelung in der Region, die künstlerische Bedeutung, die von ihm ausgehenden ökonomischen Effekte und sein Stellenwert für die Zusammenarbeit und Integration in Europa.
Der französische Staat hingegen tat sich lange schwer damit, die Bedeutung des Festivals zu würdigen – auch unter Führung der Sozialisten. Denn nach wie vor gilt in Frankreichs Verfassung, dass das Land nur eine Sprache hat; dies führte dazu, dass noch 2015 der Senat es abgelehnt hat, die Europäische Charta der Regional- oder Minderheitensprachen von 1992, von der auch die Bretonische Sprache profitieren würde, zu ratifizieren und in Kraft zu setzen. 1985 besuchte Jack Lang als erster Kulturminister überhaupt die Veranstaltung, aber die finanzielle Unterstützung machte auch in den Jahren danach lediglich einen Bruchteil der Beträge aus, die andere große Kulturveranstaltungen erhielten. Erst 2001 kündigte Catherine Tasca, eine von Langs Nachfolgerinnen, wenigstens eine Verdreifachung des bisherigen Zuschusses für Lorient an.

### Traditionen bewahren, Traditionen weiterentwickeln
Das Festival Interceltique war nicht das erste große Volksfest in Lorient. Von 1953 bis 1956 wurde dort jährlich ein der Herzogin Anne de Bretagne gewidmetes Fest mit einem Umzug (Triomphe de la duchesse Anne d’Armorique) veranstaltet, an dem sich – wie beim FIL – auch der lokale keltische Freundeskreis (cercle celtique) und etliche Bagadoù beteiligten. 1969 organisierte ein städtisches Komitee ein Bretonisches Hafenfest (Fête des ports bretons), von dem das FIL die Idee der maritimen Ausrichtung übernahm, die sich unter anderem in einem großen, öffentlichen Fischessen unter freiem Himmel dokumentiert. Allerdings beschränkte sich das FIL von Anfang an nicht darauf, lediglich klassische Bestandteile früherer Volksfeste zu kopieren.
Schon 1973 erlebten die Festivalbesucher die Einführung einer Reihe von neuen Wettbewerben, die allesamt den Erhalt von zum Teil nahezu vergessenen Elementen der keltischen Volkskultur und speziell Volksmusik (in der Bretagne Kan ar bobl, Gesang des Volkes genannt) zum Ziel hatten. Gwerz, eine spezielle Form der Klagelieder, Kan ha Diskan („Gesang und Gegengesang“), die bretonische Variante des Wechselgesangs, nebst dazugehörigen Tänzen sowie ein Wettstreit von Schulchören in bretonischer Sprache, wie sie vom Verein DIWAN gefordert wurden und einige Jahre darauf auch an Schulen praktiziert werden konnten. Die FIL-Leitung befand, es sei fünf vor zwölf, um dieses kulturelle Erbe vor dem Aussterben zu bewahren.
Gleichzeitig bot das Festival Interceltique aber auch stets eine Bühne für die Verknüpfung von alt und neu. Dies zeigte sich zum einen darin, dass schon in den 1970er Jahren Bands wie selbstverständlich traditionelle und moderne Instrumente nebeneinander verwendeten und historische Lieder zu Popsongs umarrangierten. Auch die Bagadoù begannen, wenngleich seltener und erst später, ihre Repertoires zu erweitern. So kam es noch 1989 fast einer „kulturellen Revolution“ gleich, als die Bagad de Quimperlé im zeitlichen Rahmen der 200-Jahr-Feiern der Französischen Revolution während ihres Wettbewerbs eine eigene Komposition aufführte, die den Aufstand der Vendée und die Kämpfe zwischen Chouans, republikanischen Truppen und Nationalgardisten thematisierte.
Diese Modernisierung keltischer Tradition stieß allerdings nicht immer nur auf Zustimmung. Beim Championnat national des bagadoù 1992 gewann die Bagad aus Auray den Titel in der höchsten Kategorie, indem sie – so formulierte es die Jury – „eine Evolution in Richtung auf ein jazzigeres Zusammenspiel, mit einer vielschichtigeren Rhythmik und mit von außerhalb in die bretonische Tradition hineingetragenen Elementen“ vorgeführt hatte. Ein Sprecher der nach wie vor einflussreichen Musikervereinigung Bodadeg ar Sonerion aus dem benachbarten Département Finistère kritisierte diese Entscheidung: „Zwar stellen wir die Fähigkeiten [des Siegers] nicht in Frage, aber niemand soll glauben oder andere glauben machen, dass dessen Vortrag bretonische Musik gewesen sei.“

### Organisation und Wachstum
Organisiert wird das FIL von der Association Festival Interceltique de Lorient, einem eingetragenen Verein französischen Rechts (association loi de 1901) mit einem guten Dutzend fest Angestellten (2018), deren Zahl sich im Sommer auf bis zu 45 Vollzeitbeschäftigte erhöht, wobei die technischen Mitarbeiter nicht mitgerechnet sind. Seit Mai 2019 steht Jean Peeters an der Spitze des Festivalvereins. Künstlerischer Leiter ist der aus Asturien stammende Lisardo Lombardía, der 2007 den seit 1972 in dieser Funktion amtierenden Jean-Pierre Pichard abgelöst hat.
Unter Lombardías Leitung hat sich das FIL zu einem „Festival der Entdeckungen“ entwickelt. Das ganze Jahr über besuchen örtliche Vertraute, Mitglieder seines Teams und auch er selbst Konzerte in unterschiedlichen Regionen, um bis dato unbekannte Künstler für das nächste Festival zu verpflichten. Für das jeweilige Programm strebt Lombardía „ein Gleichgewicht zwischen bekannten und neuen Künstlern“ an. Seit 2016 beschränkt sich der Verein auch nicht mehr allein darauf, dem Nachwuchs während des Festivals eine Bühne zu bieten; vielmehr betreibt beziehungsweise vermittelt er mit seinem Programm New Leurenn (auf Deutsch „neue Szene“) für einzelne aufstrebende Musiker und Tanzgruppen, die er für besonders förderungswürdig hält, jährlich Patenschaften künstlerischer wie finanzieller Art. Dahinter steht laut Lombardía der Anspruch, das Festival solle „nicht nur eine Messe sein, sondern Kultur weiterentwickeln.“
Von früh an hatte Lorients Verwaltung, namentlich auch die Bürgermeister Jean Lagarde (Amtszeit von 1973 bis 1981) und Jean-Yves Le Drian (1981 bis 1998), die Organisatoren bei deren Plänen zur Ausweitung des Festivals unterstützt. Für die dreitägige Veranstaltung von 1971 liegen keine Angaben zur Gesamtbesucherzahl vor; das Finale der Bagadoù-Meisterschaft soll rund 1.000 Zuschauer angezogen haben, bei dem Umzug der insgesamt 45 Musik-, Tanz- und Trachtengruppen säumten geschätzt 30.000 Menschen die Straßen. Wurde 1999 zum ersten Mal die Zahl von einer halben Million Besuchern erreicht, zählte der Festivalverein 2010 rund 800.000 Besucher in der 57.000-Einwohner-Stadt Lorient. Angesichts des Festivalcharakters und insbesondere des häufig offenen Zugangs nicht nur bei den Open-Air-Events – bei etwa 60 % der Veranstaltungen haben die Besucher freien Eintritt – kann es sich bei solchen Angaben freilich immer nur um Schätzungen handeln. Für 2017 existiert eine repräsentative Besucherbefragung der Agence d’Urbanisme, de Développement Économique et Technopole du Pays de Lorient (AUDÉLOR). Danach haben rund 273.000 unterschiedliche Personen im Mittel an je 2,75 Veranstaltungen teilgenommen, wobei dieser Wert eine Spannweite von „zwischen einer und 34 Veranstaltungen“ umfasst und sich in der statistischen Differenzierung zeigt, dass dies ein „Fest für alle“ ist: der Frauenanteil betrug 53 %, 21 % waren als Arbeiter oder Angestellte beschäftigt, jeder neunte (11 %) war Schüler oder Student, wie überhaupt die unter 30-Jährigen ein Viertel aller Besucher ausmachten. Andererseits betrug der Anteil von Ruheständlern auch 16 %.
Das Gesamtbudget der Veranstalter belief sich 2010 auf rund 5 Millionen Euro. Etwa ein Drittel davon stammt von den öffentlichen Körperschaften (Stadt, Gemeindeverband, Département Morbihan, Regionalrat und französischer Staat); weitere Einnahmequellen sind die Eintrittsgelder der Besucher, der Zuschuss der jeweils im Zentrum stehenden keltischen Region, Sponsoring insbesondere durch die regionalen Print- und AV-Medien, Groß- und Kleinspenden sowie der Verkauf von Merchandisingprodukten. Bereits seit 1972 wird jährlich eine Schallplatte mit Musikstücken von den Konzerten produziert und vertrieben. Eine wesentliche Rolle bei Finanzierung und Durchführung des Festivals spielen die zahlreichen ehrenamtlichen Helfer; eine Reihe von ihnen hat sogar jahrzehntelang dabei mitgearbeitet. 2010 waren es rund 700 solche unbezahlten Unterstützer, die in 20 Teams mit unterschiedlichen Aufgaben betraut waren. Auch in dieser Hinsicht hat sich das FIL nach Aussagen langjähriger Ehrenamtler gewandelt: „Wir begannen als ein Festival der Freunde, jetzt ist es ein internationales“, wobei die Veranstalter ihnen durchaus auch Mitsprache- und Mitentscheidungsrechte einräumen.
Schrieb das FIL bis weit in die 1980er Jahre hinein häufiger rote Zahlen, schloss der Verein das knapp 800.000 Besucher aufweisende FIL 2019 mit einem Überschuss von etwa 90.000 Euro ab.

## Auftretende Musiker

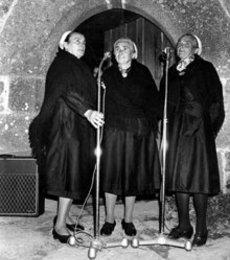
Die Sœurs Goadec

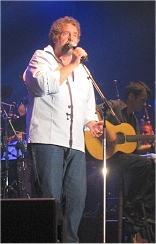
Gilles Servat in Lorient

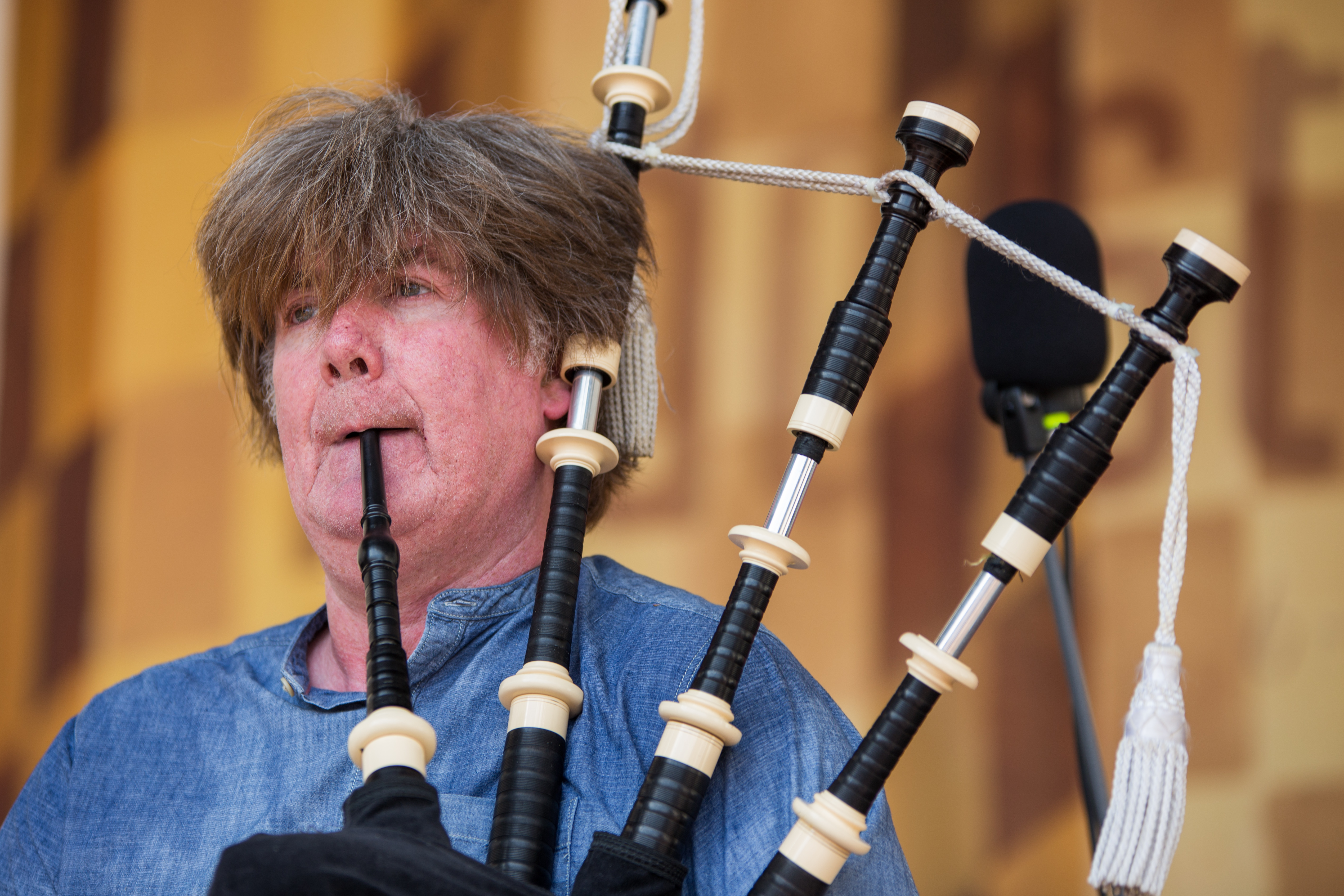
Fred Morrison

Mit dem thematischen und quantitativen Wachstum des FIL haben sich auch Zahl und Herkunftsgebiete der auftretenden Musiker stark erweitert. Bei der 1972 nur sechstägigen Veranstaltung beschränkte sich deren Kreis noch vorrangig auf die Bretagne selbst, dazu insbesondere auf Irland, Schottland und – in geringerem Umfang – Wales. Bekannteste Interpreten waren seinerzeit Youenn Gwernig, Gilles Servat – er war in den ersten 40 Festival-Jahren der Sänger mit den meisten Auftritten –, Tri Yann, Brenda Wootton, Máire Ní Bhraonáin, die Schwestern Goadec und Alan Stivell, der auch bereits 1971 dort aufgetreten war. Dazu gesellten sich die Teilnehmer an der französischen Landesmeisterschaft der Bagadoù und zahlreiche Pipe Bands aus Schottland und Irland. In den ersten Jahren gehörten auch Dan Ar Braz (aus der Bretagne), The Dubliners oder The Chieftains (beide aus Irland) und Ar Log (aus Wales) zu den Zugnummern in Lorient.
Als erster internationaler Star – Alain Cabon spricht sogar von dem absoluten Höhepunkt des ersten Festivaljahrzehnts – wird allgemein Joan Baez betrachtet, die 1978 ein Konzert im Parc du Moustoir gab und sich anschließend auf der Bühne unter anderem von Alan Stivell in bretonische Volkstänze einweisen ließ. Im Lauf der Jahre verlängerte sich die Liste der Top Acts ebenso immer weiter wie deren Herkunft und Musikstile; sie reicht von Yann-Fañch Kemener, Didier Squiban, Denez Prigent über I Muvrini, Fred Morrison, dem siebenfachen Gewinner einer seit 1980 von der schottischen Whiskybrennerei The Macallan gestifteten Trophäe, The Cranberries, Loreena McKennitt, Angelo Branduardi, Capercaillie, Winston McAnuff, Rory Gallagher, der beim FIL 1994 sein letztes öffentliches Konzert gab, Deborah Henson-Conant, Roch Voisine, Sinéad O’Connor bis hin zu den Red Hot Chilli Pipers, Buffy Sainte-Marie, Jorge Suarez Carbajal, Gwennyn oder Amy Macdonald.
2019 gab es Konzerte von den Lokalmatadoren Soldat Louis, die ihren Karrieredurchbruch beim FIL 1987 erlebt hatten, Nolwenn Leroy, der Bagad Kemper, die dort ihr 70-jähriges Bestehen bei einem gemeinsamen Auftritt mit der Rockband Red Cardell feierte, Clarisse Lavanant, Carlos Núñez, Goran Bregović mit dem Sinfonieorchester der Bretagne, Gwendal, Mercedes Peón, Harmonica Creams aus Japan, Cécile Corbel und vieler anderer Solisten und Bands, dazu gleichfalls eine dreistellige Zahl von Bagadoù und Instrumentalgruppen aus allen teilnehmenden Nationen.
Nicht zu vergessen sind zudem die Trachtengruppen, die gerade in der Bretagne weit verbreitet sind und häufig bei lokalen Festen traditionelle Tänze der Region vorführen. Über die Jahrzehnte sind auch weitere künstlerische Wettstreite hinzugekommen, so beispielsweise bereits seit 1991 die Trophée Matilin an Dall für Duos aus Bombarde und Binioù kozh, die neue Eigenkompositionen vortragen.

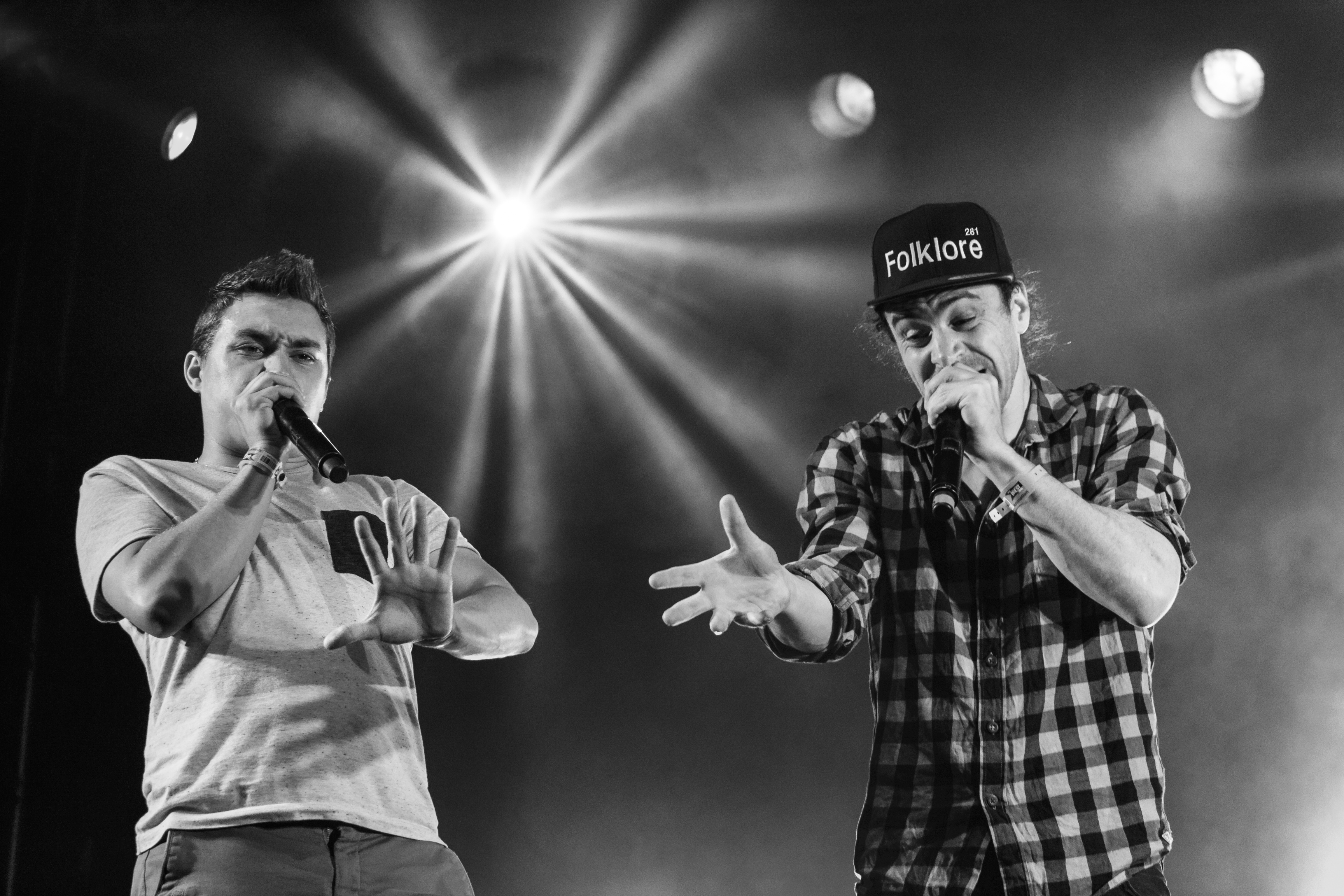
Alem & Krismenn

Musikalisch ist das Festival längst nicht mehr auf traditionelle keltische Musik beschränkt, was bei manchem „kulturellen Puristen“ nicht immer nur auf Zustimmung stieß. Als beispielsweise 1986 die Folk-Punk-Band The Pogues eingeladen worden war und dann auch tatsächlich ein „konzertantes Delirium mit“ [im doppelten Wortsinne] „hochprozentigen Dezibeln“ aufführte, drohte das Kultusministerium den Veranstaltern mit einem Entzug der staatlichen Förderung. Diese ließen sich von ihrem Konzept, ungeachtet der geographischen und stilistischen Herkunft Weltmusik zu präsentieren – im selben Jahr spielte auch Manu Dibango in Lorient –, allerdings nicht abbringen. So brachte Charlie McCoy 1991 Country and Western in die Bretagne, und 2005 marschierte mit Guirab eine kleine Pipe Band bei der Großen Parade mit, die sich ausschließlich aus palästinensischen Frauen aus einem der großen Flüchtlingslager im Südlibanon zusammensetzte. Diese Entwicklung hat bis in die 2010er Jahre weiter zugenommen. Das zeigen beispielsweise die Auftritte von Startijenn, Lucía Martínez, Les Ramoneurs de menhirs oder Krismenn. Letzterer steht für einen Musikstil aus „bretonischem Rap“, Electropop und Hip-Hop, den er beim FIL 2014 solo und 2016 zusammen mit Alem und einem australischen Didgeridoo-Spieler als „Human Beatbox“ präsentierte.
Das Programm für 2020 sollte 120 offizielle Veranstaltungen umfassen. Einer am 30. März veröffentlichten Mitteilung zufolge gingen die Veranstalter ungeachtet der Coronavirus-Pandemie noch davon aus, dass das Festival im August wie vorgesehen stattfinden werde; allerdings verschoben sie die Vorstellung des Programms und die Eröffnung des Ticketverkaufs zunächst um anderthalb Monate. Nachdem die französische Regierung sämtliche Großveranstaltungen bis Ende August untersagt hatte, entschloss sich der Verwaltungsrat des Vereins am 30. April zur Absage des FIL 2020. Der 50. Festivalgeburtstag soll vom 6. bis 15. August 2021 nachgeholt werden und dann unter dem für 2020 vorgesehenen Motto „Jahr der Bretagne“ stehen.

## Veranstaltungsorte

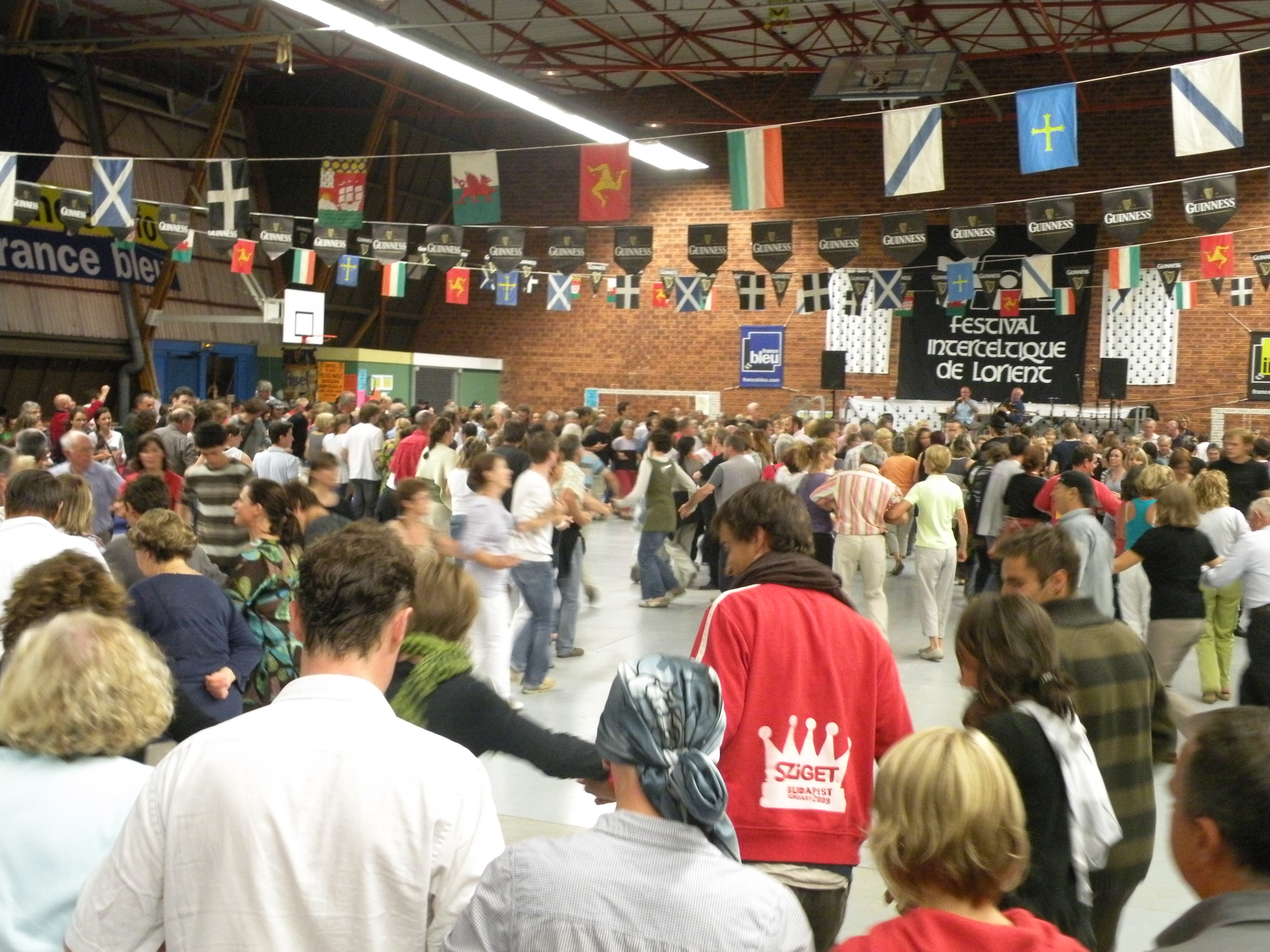
Fest-noz in der Salle Carnot

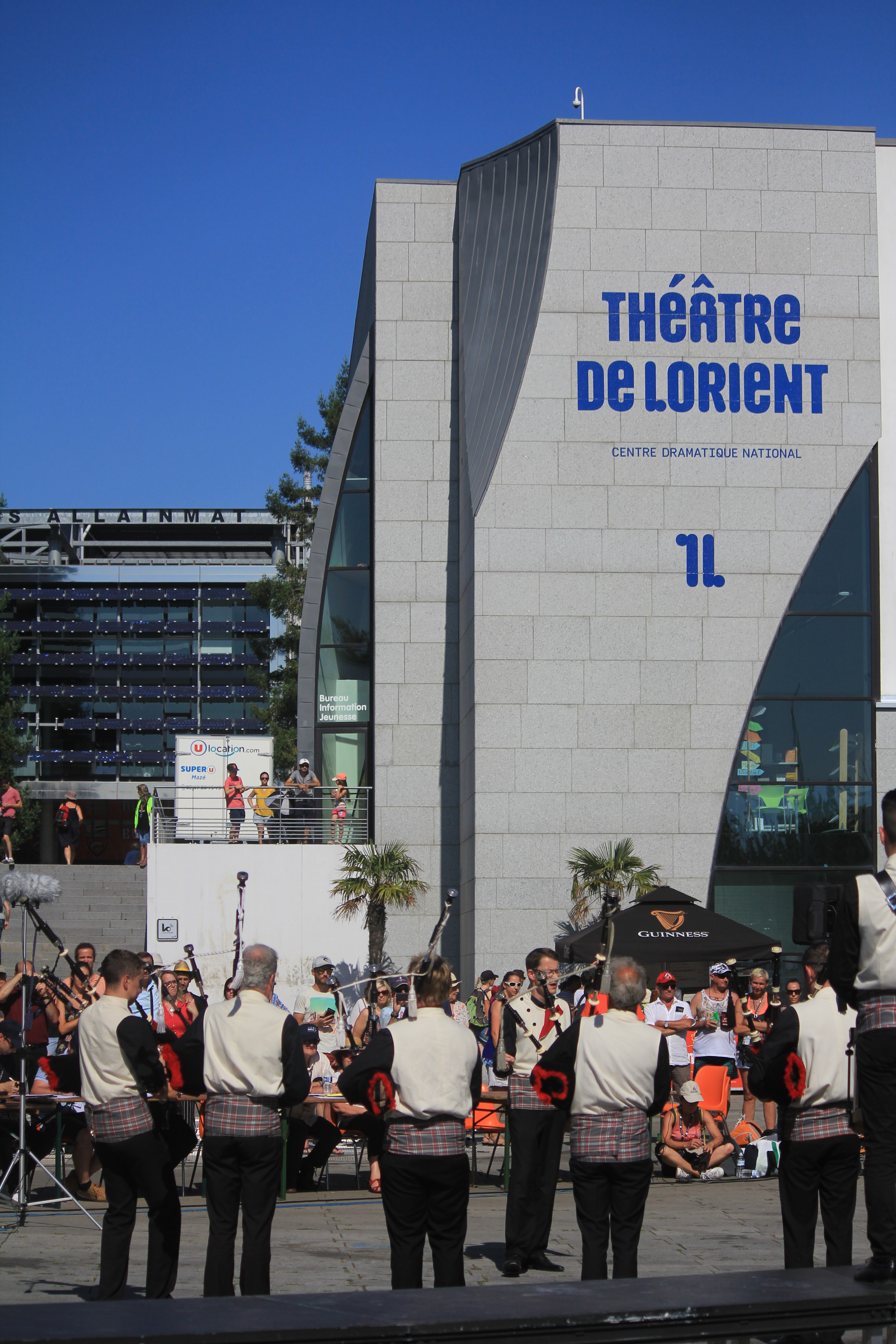
Das Grand Théâtre (2018)

Festzüge, Konzerte, Tanzveranstaltungen, Lesungen, Sprach- und Musikkurse, Präsentationen und Ausstellungen finden im gesamten Stadtgebiet statt, teils unter Dach, teils auf den Straßen, Plätzen und in den Parks Lorients. Dabei hat sich neben dem offiziellen Programm ein Off-Festival – mit sowohl geplanten als auch spontanen Auftritten – etabliert, das gleichfalls Open Air sowie in Clubs und Bars stattfindet.

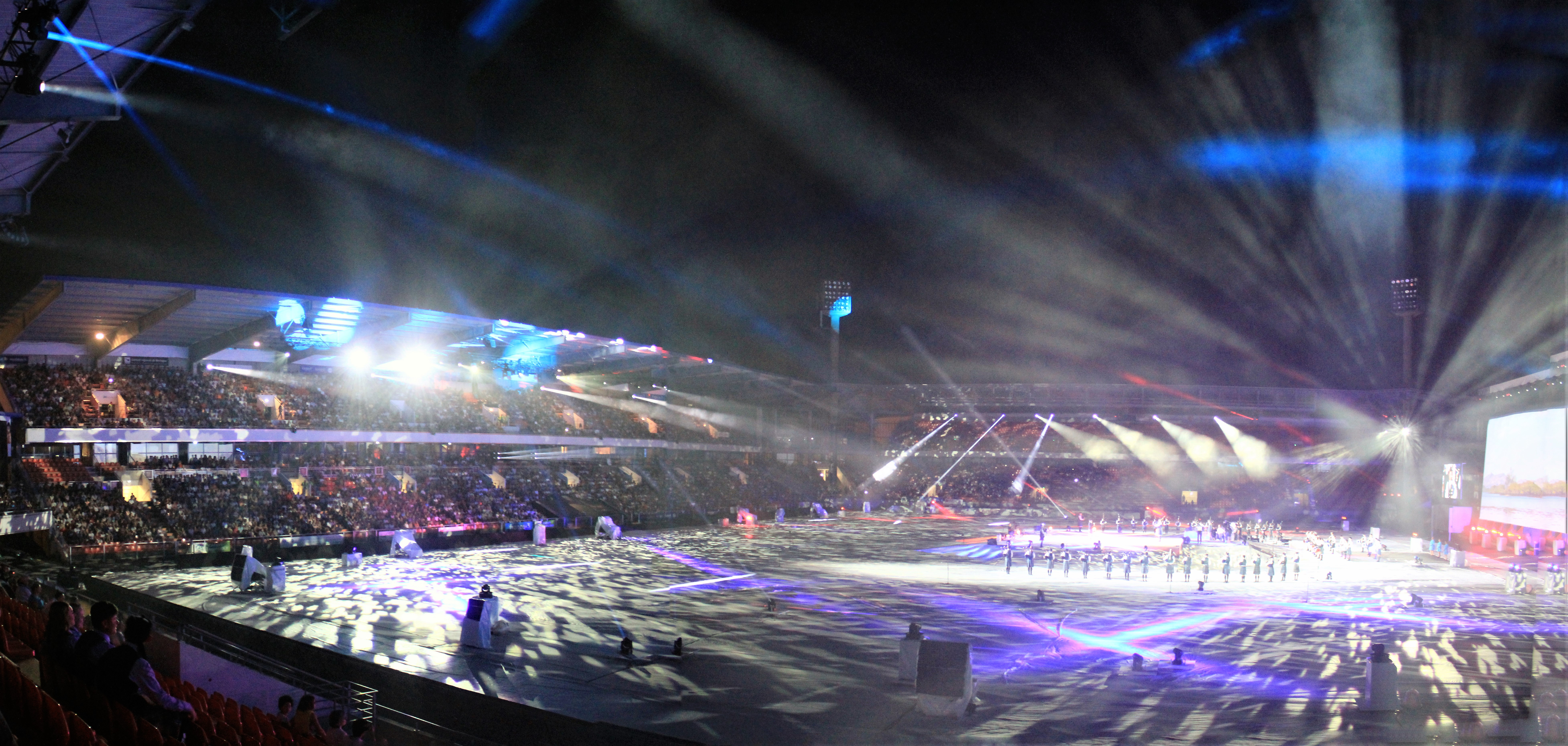
„Magische Nächte“ im Stadion (2018)

Zentrale Veranstaltungen, die auch den höchsten Publikumszuspruch erfahren, sind die Konzerte und Straßenparaden, insbesondere die Grande Parade des Nations Celtes, die über mehrere Kilometer quer durch die innere Stadt und den Hafen führt und auf der zuletzt rund 3.500 Musiker mitmarschierten. Das Privileg, diesen Umzug anzuführen, hat seit Jahrzehnten die Bagad de Lann-Bihoué, die auf dem militärischen Teil des Flughafens Lorient stationiert ist.
Traditionelle Musik und Volkstänze sind in der keltischen Kultur untrennbar miteinander verbunden und weit verbreitet. In der Bretagne werden sie auf den bereits seit der Frühen Neuzeit bestehenden Festoù-noz, gemeinschaftlichen Zusammenkünften mit Musik und Tanz, präsentiert. Diese „Nachtfeste“ finden insbesondere seit dem Ende des 20. Jahrhunderts wieder in stark ansteigender Zahl statt: wurden dort 1990 etwa 300 dieser oft mehrtägigen Veranstaltungen abgehalten, hatte sich ihre Anzahl 2012 auf 1.500 verfünffacht. In Lorient ist die Salle Carnot der zentrale Ort, an dem Tausende von Besuchern die zehn Nächte durchtanzen können.
Größter Veranstaltungsort des Festivals ist das am Rande der Innenstadt gelegene Stade du Moustoir mit bis zu 18.000 Sitzplätzen, in dem außer einzelnen Konzerten die „magischen Nächte“ sowie die zweite Runde der Bagadoù-Meisterschaften in der ersten Kategorie stattfinden und wo auch die Große Parade endet. Ebenfalls zu den großen Bühnen des Festivals zählen das Grand Théâtre, der Fischereihafen Port de pêche de Keroman, das 6.000 Plätze bietende Festzelt in Kergroise, die Universität der Südbretagne, der Kongresspalast und die Konzertsäle des 2019 in einem ehemaligen U-Boot-Bunker eröffneten Hydrophone („Wasserklänge“).
Seit 1994 hat der veranstaltende Verein das FIL auch „exportiert“, namentlich nach Paris, das aufgrund seiner hohen Anzahl bretagnestämmiger Einwohner als „sechstes bretonisches Département“ oder, so Ex-Bürgermeister Bertrand Delanoë, als „größte Stadt der Bretagne“ bezeichnet wird. In der Hauptstadt richtet der Verein – wenn auch mit Unterbrechungen – jeweils am Saint Patrick’s Day ein großes Konzert mit keltischer Musik aus, anfangs im Quartier des Halles, von 2002 bis 2004 im Stade de France und danach im Palais Omnisports de Bercy als „Keltische Nächte“. Im September 2007 kam es zu einer „Breizh Parade“, bei der etwa 3.000 Musiker und Tänzer über die Champs-Élysées zogen. Anfang März 2020 wurde das diesmal „Nacht der Bretagne“ betitelte Konzert, das in der Paris La Défense Arena geplant war, aufgrund der COVID-19-Pandemie wie alle Saalveranstaltungen mit mehr als 5.000 Teilnehmern von den Behörden untersagt.

## Wirtschaftsfaktor und mediale Wahrnehmung

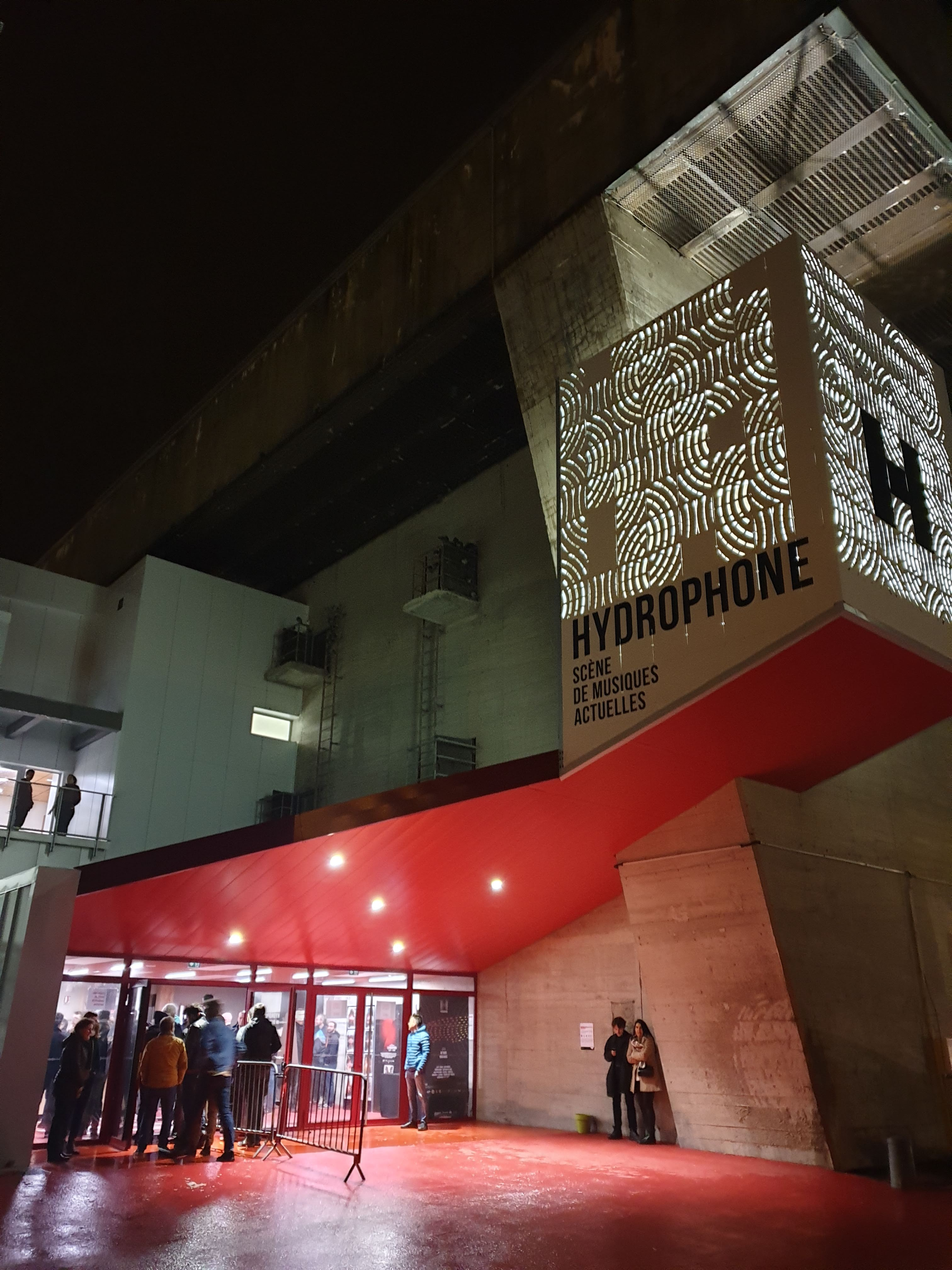
Das Hydrophone – vom Marinebunker zum kulturellen Ort

Lorient war seit den 1980er Jahren insbesondere durch zwei Vorgänge wirtschaftlich stark betroffen und seine Zukunftsperspektive erschien ungewiss: zum einen durch die anhaltende Krise des industriellen Fischfangs mit stark rückläufigen Anlandungen, zum anderen durch die 1997 abgeschlossene Stilllegung seiner U-Boot-Basis durch das Verteidigungsministerium. Dass die Kommune dieser Abwärtsbewegung relativ frühzeitig entgegenzusteuern vermochte, wird in einer 2011 veröffentlichten Analyse der jüngsten Entwicklung Lorients hauptsächlich zwei Ursachen zugeschrieben. Neben der Konversion mehrerer Hafenflächen und -anlagen von gewerblichen beziehungsweise militärischen zu zivilen Nutzungen bildet das Festival Interceltique einen Grundpfeiler des sich nach der Jahrtausendwende anbahnenden Wiederaufschwungs. Die Journalistin Anne-Claire Loaëc bezeichnet das FIL als „unumstößlichen und rentablen Bestandteil“ dieses Trends, weil es der Stadt ein „finanzielles Manna“ beschere. Eine 2018 veröffentlichte Untersuchung bestätigt diese Feststellung mit den Worten, von dem Festival gehe ein „sehr wesentlicher wirtschaftlicher Impuls“ aus.
Dass insbesondere das Beherbergungsgewerbe und die Gastronomie in und um Lorient von den mittlerweile hohen sechsstelligen Besucherzahlen profitieren, ist nahezu selbsterklärend, wenn man berücksichtigt, dass von den etwa 750.000 Besuchern im Jahr 2017 nur rund ein Viertel in dieser Stadtregion ansässig war, während fast 60 % von außerhalb des Départements Morbihan kamen und 43 % von ihnen wenigstens einmal vor Ort übernachtet hatten. Die Inhaber von Gaststätten und Restaurants gaben einer allerdings nicht repräsentativen Befragung zufolge an, dass sie an diesen zehn Tagen bis zu 30 % ihres Jahresumsatzes erzielen, und der bei dem ausrichtenden Verein für Finanzen Zuständige schätzte für 2010, dass jeder Besucher im Mittel neben den Ausgaben für Eintrittskarten etwa 30 Euro, in der Summe also 24 Millionen Euro in der Stadt gelassen hat. Diesen Gesamtwert bestätigt eine Studie über die ökonomische Wirkung des Festivals von 2017, die darüber hinaus zu dem Ergebnis kommt, dass jeder für das FIL investierte Euro – in diesem Jahr beliefen sich die Ausgaben der Veranstalter auf 6,3 Millionen Euro – einen Rückfluss von 3,80 Euro generiert.

Für die Unterbringung auswärtiger Besucher führt der Tourismusverband Lorients 41 Hotels, darunter auch solche im 25 Kilometer entfernten Quimperlé und auf der Île de Groix, über zwanzig Zelt- sowie gut 30 Wohnmobil-Stellplätze und zahlreiche weitere Übernachtungsmöglichkeiten (Gästezimmer, Ferienhäuser, Feriendörfer) auf.
Weitere positive Effekte für den Großraum Lorient liegen darin begründet, dass die Veranstalter neben den fest Angestellten von Mitte Juli bis Mitte August 700 bis 800 Zeitarbeitsplätze für Monteure, Techniker, Sicherheitsdienste und im Kartenverkauf bieten; außerdem verbleibt ein Großteil der Vereinsausgaben auch deshalb in der Region, weil bei der Auftragsvergabe örtliche und regionale Betriebe bevorzugt werden – 2010 machte dies 83 % des 5-Millionen-Euro-Budgets aus.
Bei dem Festival 2010 beispielsweise waren Mitarbeiter von sieben Presseagenturen, 26 inländischen Zeitungen und Zeitschriften, 23 Radio-, neun Fernsehsendern sowie 33 ausländischen Medien akkreditiert. Auch diese breite Berichterstattung über das Festival bewirkt einen wenigstens grob zu beziffernden, positiven finanziellen Effekt, weil die dadurch eingesparten Kosten für Annoncen, mit denen Stadt und Umland als lohnendes Reiseziel beworben werden, 2008 einer Untersuchung zufolge in der Größenordnung von vier Millionen Euro gelegen haben sollen. Dazu tragen auch die offiziellen Medienpartner bei; dies sind Ende der 2010er Jahre die frankreichweit erscheinenden Printmedien L’Express, Le Monde und die Programmzeitschrift Télé 7 jours, dazu die regionalen Tageszeitungen Le Télégramme und Ouest-France sowie die Fernseh- beziehungsweise Rundfunkprogramme von France 3 und France Bleu.
Insgesamt unterstützen in Lorient viele Einwohner, Geschäftsleute, Vereine und die Stadtverwaltung die Durchführung des Festivals seit Jahren, sei es, weil sie finanziell davon profitieren, sich sogar aktiv an dessen Organisation beteiligen oder als Kulturinteressierte Veranstaltungen besuchen. Andererseits kam es auch wiederholt zu Beschwerden von Bewohnern über die Einschränkungen und Belästigungen, die sie nicht nur während der zehn Festivaltage ertragen müssen. So klagte eine Gruppe von innerstädtischen Anwohnern gegen die Lärmbelästigungen und die zeitweise Privatisierung des öffentlichen Raumes, weil der FIL-Verein bis dahin an einigen Straßen und Plätzen, etwa bei der Großen Parade, Eintritt verlangte. Die Kläger, die sich selbst ironisch als Bonnets de nuit („Schlafmützen“) bezeichneten, forderten deshalb, dass das Festival an den Stadtrand verlegt werden solle. Das im Jahr 2000 ergangene Gerichtsurteil gab ihnen allerdings nur in Hinblick auf die freie, kostenlose Nutzbarkeit städtischer Flächen recht und untersagte den Veranstaltern dort die Erhebung von Zutrittsgebühren.

## Das FIL als Beispiel der kulturellen Transformation von Volksfesten
Catherine Bertho Lavenir, Kulturwissenschaftlerin an der Sorbonne, hat sich mit der Metamorphose beschäftigt, die Volksfeste im zurückliegenden Jahrhundert, parallel zum sozio-ökonomischen Wandel, vollzogen haben. In diesen von ihr in Form einer dreischrittigen Entwicklung analysierten kulturellen Wandel lässt sich auch und gerade dieses Festival sehr passgenau einordnen, wie sie in einer Abhandlung mit dem Titel „Jenseits der Folklore: das Festival Interceltique von Lorient“ darlegt.

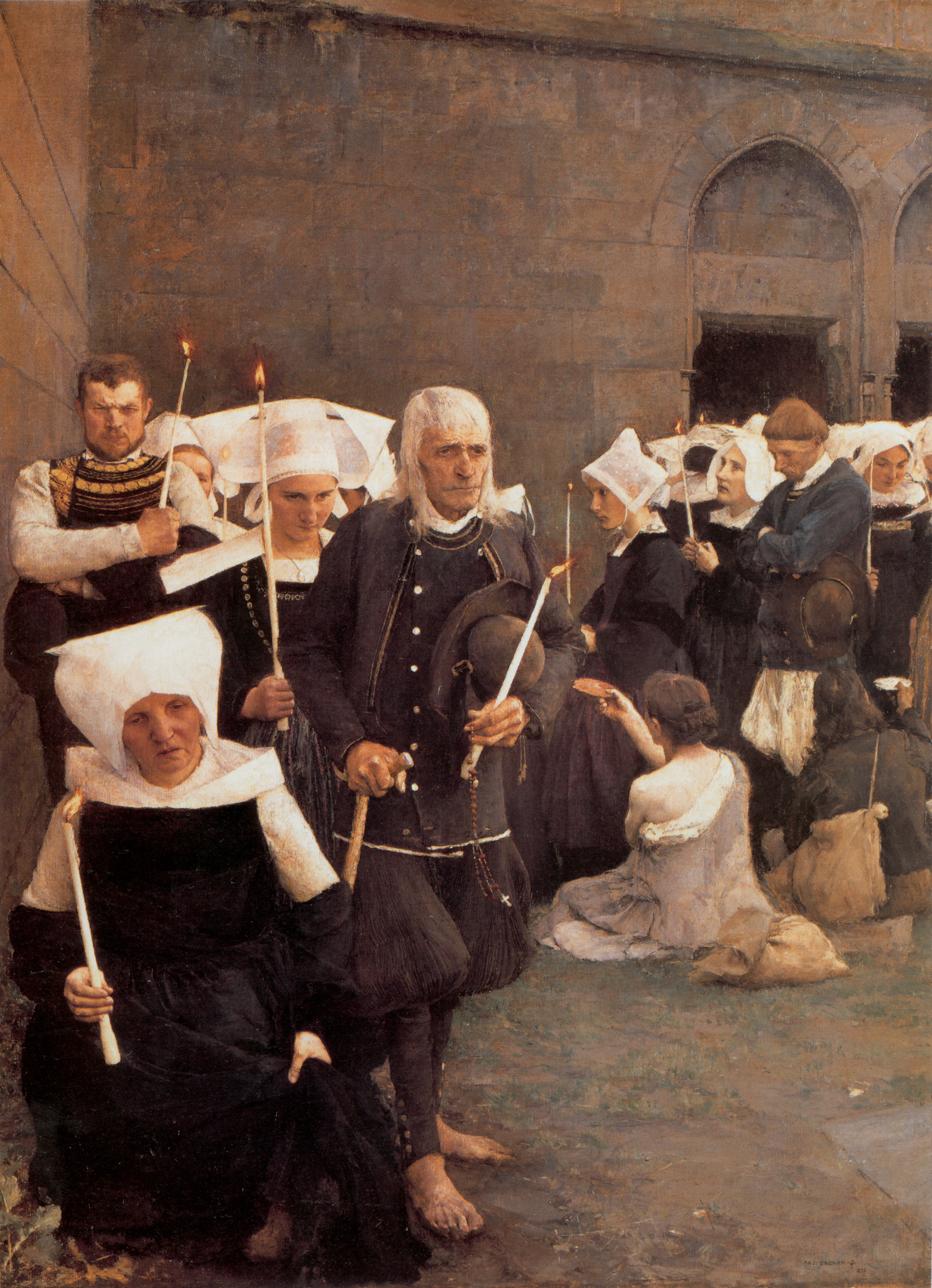
Pardon in der Bretagne
(Pascal Dagnan-Bouveret, 1886)

Für die zurückliegenden etwa 120 Jahre diagnostiziert sie die Veränderungen der traditionellen, hauptsächlich im agrarwirtschaftlich geprägten Raum veranstalteten Volksfeste; diese folgten im Wesentlichen dem Kalender, der sich aus dem Anbauzyklus sowie den religiösen Feiertagen und Umzügen (Pardons) ergab. Musik und Tänze hatten einen unmittelbaren Bezug zu den Tätigkeiten der ländlichen Bevölkerung, die bei den Festen getragene Kleidung war zugleich ein Zeichen ihrer Herkunft und ihrer jeweiligen gesellschaftlichen Stellung. Akteure und Publikum waren noch weitestgehend identisch.
Seither waren die Feste – unter teilweisem Erhalt von Merkmalen der vorangehenden Epoche – einem zunehmenden Wandel unterzogen, der sich aus Veränderungen in den wirtschaftlichen und Siedlungsstrukturen, dem damit einhergehenden demografischen Wandel, den neuen technischen Möglichkeiten und den Entwicklungen hinsichtlich Einstellungen und Sichtweisen gespeist hat. Die Auswirkungen dieser Veränderungen auf die Volksfeste stellt die Autorin in der hierunter abgebildeten Tabelle schematisch vereinfacht dar.
| Kultur- stufe            | Veranstaltungs- ort                            | Charakter                                                        | Handelnde                                | Absichten, Ziele          |
| ------------------------ | ---------------------------------------------- | ---------------------------------------------------------------- | ---------------------------------------- | ------------------------- |
| traditionell             | ländliche Welt                                 | Dorf-, Ernte-, religiöse Feste                                   | gesamte Dorf- gemeinschaft               | Bewahrung der Traditionen |
| modern, städtisch        | Stadt inkl. Neubürgern und (Ferien-)Gästen     | Open-Air-Veranstaltungen, Jahr- märkte, Touristenanimation       | Gruppen von Folk- lore-Liebhabern        | Authentizität             |
| postmodern, globalisiert | Stadt und (via Medien, Web) Export in die Welt | Aufführungen für großes Publikum, „industrialisiertes Spektakel“ | Kulturprofis, subven- tionierte Amateure | Wahrnehmbarkeit           |

In dem heutigen Festival Interceltique findet Bertho Lavenir ein „symbolhaftes System der Hinweise auf das vielschichtige Erbe“ der vorangehenden beiden Entwicklungsstufen wieder. So verwende es weiterhin charakteristische Elemente von Volksfesten des 19. und 20. Jahrhunderts. Zugleich binde es diese aber in einen postmodernen Rahmen ein, der sich beispielsweise im Aufgreifen aktueller politischer Themen, dem Primat, das der Medienberichterstattung eingeräumt wird, der Verankerung in der globalisierten Welt oder seiner Verbundenheit zur industriellen Kulturproduktion zeige. Die Wissenschaftlerin resümiert, das FIL sei

„nicht nur ein Ort, an dem traditionelle Kultur neu gedacht wird …, sondern auch ein Ort, an dem Kultur neu verhandelt wird.“

Ähnlich bewertet Pascal Lamour, selbst ein preisgekrönter bretonischer Musiker und Arrangeur, den gegenwärtigen Charakter dieses wie etlicher anderer traditionsreichen Festivals. Ihm zufolge ist es – und muss es sogar sein – „ein Ameisenhaufen, ständig in Bewegung, in jeder Hinsicht ein Gewimmel, […] das ihm erst seine Dauerhaftigkeit ermöglicht, indem es vielfältige Facetten entwickelt.“ Lisardo Lombardía fasst dies noch kürzer: „Die Tradition muss sich jeden Tag neu erfinden.“ Und Lombardías langjährigem Vorgänger Jean-Pierre Pichard zufolge war es auch von Anfang an die Absicht der Organisatoren, „ein Festival [zu] schaffen, das sich nach vorne wendet [und dabei] unter Respektierung des Bestehenden alle Wege einer Neuschöpfung betritt, indem es zwischen [Tradition und Zukunft] vermittelt.“
Solche Neukreationen zu keltischen Themen sind beim FIL schon seit den 1980er Jahren vermehrt zu beobachten, als beispielsweise Alan Stivell eine Symphonie celtique, Paddy Moloney Tristan and Isolde, Roland Becker Lug, Marc Steckar die Celtophonies und Tri Yann Le vaisseau de pierre komponierten und aufführten. Dabei, so formuliert es ein Journalist,

„gehen Cornemuse, Bombarde, Uilleann Pipes eine Symbiose mit klassischen Orchestern ein … und integrieren teilweise indische oder kabylische Musik. Weit entfernt davon, keltische Musik in ein traditionalistisches Ghetto einzusperren, öffnet das Festival seine Fenster für den Rock, den Jazz und alle Techniken wie Lasershows und Videos.“